# نقطه (هندسه)
نقطه یا نقطه فضایی
در
هندسه،
توپولوژی و دیگر شاخه‌های
ریاضیات،

یک مجموعه متناهی از نقطه‌ها (آبی‌رنگ) در یک فضای اقلیدسی دوبعدی.

مفهومی است مجرد برای بیان موقعیتی دقیق در مکان.
به بیانی ساده‌تر، نقطه وجود خارجی ندارد و تنها یک
مفهوم
است.
نقطه‌ها در هندسه
بدون بُعد
هستند، پس هیچ‌یک از پارامترهای اندازه‌گیری
بُعد همچون طول، مساحت و حجم را ندارند.

وقتی روی کاغذ نقطه‌ای قرار می‌دهیم و آن را نامگذاری می‌کنیم، در واقع مدل‌سازی کرده‌ایم. پس هیچ‌گاه نمی‌توان گفت نقطه‌ای رسم کرده‌ایم.
خط از اجتماع بی‌نهایت نقطه تشکیل شده‌است.